# Варягино
Варя́гино (до 1948 года Бешпила́в; укр. Варягине, крымскотат. Beş Pilâv, Беш Пиляв) — исчезнувшее село в Раздольненском районе Республики Крым, располагавшееся на севере района, в степной части Крыма, примерно в 2,5 километрах севернее современного села Славянское.

### Динамика численности населения
| - 1806 год — 63 чел. - 1864 год — 118 чел. - 1889 год — 160 чел. - 1900 год — 139 чел. | - 1915 год — 112/17 чел. - 1926 год — 99 чел. - 1939 год — 135 чел. |

## История
Первое документальное упоминание села встречается в Камеральном Описании Крыма…1784 года, судя по которому, в последний период Крымского ханства Бешвлев входил в Мангытский кадылык Козловскаго каймаканства. После присоединения Крыма к России (8) 19 апреля 1783 года, (8) 19 февраля 1784 года, именным указом Екатерины II сенату, на территории бывшего Крымского ханства была образована Таврическая область и деревня была приписана к Евпаторийскому уезду. После павловских реформ, с 1796 по 1802 год входила в Акмечетский уезд Новороссийской губернии. По новому административному делению, после создания 8 (20) октября 1802 года Таврической губернии, Беш-Палав был включён в состав Хоротокиятской волости Евпаторийского уезда.
По Ведомости о волостях и селениях, в Евпаторийском уезде с показанием числа дворов и душ… от 19 апреля 1806 года в деревне Беш-Палав числилось 10 дворов и 63 крымских татарина. На военно-топографической карте генерал-майора Мухина 1817 года деревня Беш булав обозначена с 8 дворами. После реформы волостного деления 1829 года Беш Полав, согласно «Ведомости о казённых волостях Таврической губернии 1829 года» отнесли к Аксакал-Меркитской волости (переименованной из Хоротокиятской). На карте 1836 года в деревне 13 дворов. Затем, видимо, в результате эмиграции крымских татар, деревня заметно опустела и на карте 1842 года деревня Беш Пилав обозначена условным знаком «малая деревня», то есть, менее 5 дворов.
В 1860-х годах, после земской реформы Александра II, деревню приписали к Биюк-Асской волости. Согласно «Памятной книжке Таврической губернии за 1867 год», деревня стояла покинутая, вследствие эмиграции крымских татар, особенно массовой после Крымской войны 1853—1856 годов, в Турцию и вновь заселена татарами.
В «Списке населённых мест Таврической губернии по сведениям 1864 года», составленном по результатам VIII ревизии 1864 года, Бешпилав — владельческая татарская деревня, с 16 дворами, 118 жителями и мечетью при колодцах. По обследованиям профессора А. Н. Козловского 1867 года, вода в колодцах деревни была пресная, а их глубина составляла 8—10 саженей (16—21 м) На трехверстовой карте Шуберта 1865—1876 года в деревне Беш-Пилав обозначено 17 дворов).
В «Памятной книге Таврической губернии 1889 года», по результатам Х ревизии 1887 года, в Бешпилаве числилось 26 дворов и 160 жителей.
Земская реформа 1890-х годов в Евпаторийском уезде прошла после 1892 года, в результате Бешпилав приписали к Агайской волости. В 1894 году в деревне, на 500 десятинах земли, была основана немецкая лютеранская колония. По «…Памятной книжке Таврической губернии на 1900 год» в деревне числилось 139 жителей в 14 дворах. На 1914 год в селении действовала лютеранская школа грамотности. По Статистическому справочнику Таврической губернии. Ч.II-я. Статистический очерк, выпуск пятый Евпаторийский уезд, 1915 год, в деревне Бешпилав Агайской волости Евпаторийского уезда числилось 22 двора со смешанным населением в количестве 112 человек приписных жителей и 17 — «посторонних», из которых 63 мужчины и 66 женщин. Жители владели 877 десятинами удобной земли (5 дворов с землёй, 17 — безземельные). В хозяйствах имелось 380 лошадей, 14 волов, 16 коров и 680 голов мелкого скота (в 1918 году — 80 человек).
После установления в Крыму Советской власти, по постановлению Крымревкома от 8 января 1921 года № 206 «Об изменении административных границ» была упразднена волостная система и село вошло в состав Бакальского района Евпаторийского уезда, а в 1922 году уезды получили название округов. 11 октября 1923 года, согласно постановлению ВЦИК, в административное деление Крымской АССР были внесены изменения, в результате которых округа были отменены, Бакальский район упразднён и село вошло в состав Евпаторийского района. Согласно Списку населённых пунктов Крымской АССР по Всесоюзной переписи 17 декабря 1926 года, в селе Бешпилав, Бий-Орлюкского сельсовета Евпаторийского района, числилось 23 двора, все крестьянские, население составляло 99 человек, из них 50 татар, 37 немцев, 11 русских и 1 еврей. Постановлением ВЦИК РСФСР от 30 октября 1930 года был создан Фрайдорфский еврейский национальный (лишённый статуса национального постановлением Оргбюро ЦК КПСС от 20 февраля 1939 года) район (переименованный указом Президиума Верховного Совета РСФСР № 621/6 от 14 декабря 1944 года в Новосёловский) (по другим данным 15 сентября 1931 года) и село включили в его состав, а после создания в 1935 году Ак-Шеихского района (переименованного в 1944 году в Раздольненский) включили в состав нового. По данным всесоюзная перепись населения 1939 года в селе проживало 195 человек.
Вскоре после начала Великой Отечественной войны, 18 августа 1941 года крымские немцы были выселены, сначала в Ставропольский край, а затем в Сибирь и северный Казахстан. А в 1944 году, после освобождения Крыма от фашистов, согласно
Постановлению ГКО № 5859 от 11 мая 1944 года, 18 мая крымские татары были депортированы в Среднюю Азию. С 25 июня 1946 года Бешпилав в составе Крымской области РСФСР. Указом Президиума Верховного Совета РСФСР от 18 мая 1948 года, Бешпилав переименовали в Варягино. 26 апреля 1954 года Крымская область была передана из состава РСФСР в состав УССР. Время включения в Славянский сельсовет пока не установлено: на 15 июня 1960 года село уже числилось в его составе. Ликвидировано к 1968 году (согласно справочнику «Крымская область. Административно-территориальное деление на 1 января 1968 года» — в период с 1954 по 1968 годы, как посёлок Славянского сельсовета).